# Algemene Muzikale Vorming
Algemene Muzikale Vorming (AMV) is een korte vooropleiding voor kinderen tussen de 4 en de 9 jaar in Nederland en 8 en de 12 jaar in Vlaanderen, voordat zij een muziekinstrument kiezen om op een muziekschool te leren bespelen. AMV duurt normaal gesproken twee (Nederland) dan wel vier (Vlaanderen) jaar, en tijdens deze periode leren kinderen noten lezen en instrumenten onderscheiden, op de meeste muziekscholen met behulp van instrumenten. 
AMV wordt op vrijwel alle Vlaamse en Nederlandse muziekscholen gedoceerd. 
In Nederland varieert de vorm en organisatie per muziekschool. Het is de laatste decennia niet meer verplicht om met AMV te beginnen. Op veel muziekscholen kan er al vanaf 4-jarige leeftijd met een instrument begonnen worden. 
In Vlaanderen is er voor kinderen jonger dan 8 jaar het vak Artistieke Initiatie (duur 2 jaar). Vanaf 8 jaar volgt dan Algemene Muzikale Vorming, waarbij na één jaar AMV wordt gekozen voor een individueel instrument. Na vier jaar AMV volgen drie jaar Algemene muzikale cultuur (AMC), waar naast notenleer ook muziekgeschiedenis, harmonieleer en muziekinterpretatie aan bod komen.